# Antonio Tricarico
Antonio Tricarico (Salandra, 30 maggio 1912 – Segrate, 18 ottobre 1991) è stato un calciatore italiano, di ruolo portiere.

## Carriera
Dopo l'esordio in Serie B con l'ACIVI nel campionato 1933-1934 ed un altro anno tra i cadetti come titolare nel Perugia, disputò cinque stagioni in Serie A con la Triestina; debuttò in massima serie il 20 ottobre 1935 e si alternò tra i pali della formazione alabardata con Egidio Umer, giocando da titolare nelle stagioni 1935-1936 e 1937-1938.
Terminò la carriera disputando un altro anno a Vicenza e successivamente due anni con Ponziana e Mantova, partecipanti al campionato di terza serie.

## Statistiche

### Presenze e reti nei club
| Stagione  | Club      | Campionato | Campionato | Campionato |
| Stagione  | Club      | Comp       | Pres       | Reti       |
| --------- | --------- | ---------- | ---------- | ---------- |
| 1929-1930 | Vicenza   | 2ª Div     | 1          | -?         |
| 1930-1931 | Vicenza   | 1ª Div     | 0          | 0          |
| 1931-1932 | Vicenza   | 1ª Div     | 1          | -?         |
| 1932-1933 | Vicenza   | 1ª Div     | 4          | -?         |
| 1933-1934 | Vicenza   | B          | 2          | -?         |
| 1934-1935 | Perugia   | B          | 30         | -?         |
| 1935-1936 | Triestina | A          | 20         | -19        |
| 1936-1937 | Triestina | A          | 9          | -14        |
| 1937-1938 | Triestina | A          | 28         | -19        |
| 1938-1939 | Triestina | A          | 4          | -5         |
| 1939-1940 | Triestina | A          | 3          | -5         |
| 1940-1941 | Vicenza   | B          | 5          | -?         |
| 1941-1942 | Ponziana  | C          | ?          | -?         |
| 1942-1943 | Mantova   | C          | 8          | -?         |